# Retezatgebergte
Het Retezatgebergte (Roemeens: Munții Retezat; Hongaars: Retyezát-hegység) is een gebergte in Roemenië dat deel uitmaakt van de Zuidelijke Karpaten. Het gebergte kent 55 bergtoppen boven de 2.000 meter, waarvan de Peleaga met een hoogte van 2.509 meter boven zeeniveau de hoogste top is.

## Natuur
In het Retezatgebergte leven diersoorten als karpatengems (Rupicapra carpatica), bruine beer (Ursus arctos), Euraziatische lynx (Lynx lynx), otter (Lutra lutra) en de in de jaren 70 geherintroduceerde alpenmarmot (Marmota marmota). Een groot deel van het gebergte valt onder het in 1935 opgerichte Nationaal Park Retezat.

## Bergtoppen
De zeven hoogste bergtoppen in het Retezatgebergte:
- Peleaga (2.509 meter)
- Păpușa (2.508 meter)
- Retezat (2.482 meter)
- Mare (2.463 meter)
- Custura (2.457 meter)
- Bucura (2.433 meter)
- Judele (2.398 meter)